# Nicio veste de la Dumnezeu
Nicio veste de la Dumnezeu (titlul original: în spaniolă Sin noticias de Dios), distribuit în Mexic cu titlul Bendito Infierno) este o comedie mexicano-spaniolă din 2001 în regia lui Agustin Diaz Yanes. În rolurile principale joacă Penélope Cruz și Victoria Abril.

## Distribuție
- Victoria Abril – Lola Nevado
- Penélope Cruz – Carmen Ramos
- Demián Bichir – Many Chaves, boxerul
- Fanny Ardant – Marina D'Angelo
- Gael Garcia Bernal – Davenport
- Juan Echanove – directorul
- Bruno Bichir – Eduardo
- Gemma Jones – Nancy
- Emilio Gutiérrez Caba – șeful poliției
- Cristina Marcos – un ofițer de poliție
- Luis Tosar – un ofițer de poliție
- Elena Anaya – Pili
- Peter McDonald – Henry
- Elsa Pataky – chelneriță în iad
- Elia Galera
- Yohana Cobo
- Javier Bardem – Tony Graco (nemenționat)
- Alicia Sánchez – caisiera
- Ángel Alcázar –  Encargado Supermercado (as Angel Alcazar) -->
- Paz Gómez  – o tânără casieră
- Teresa Arbolí –